# Villa Notsund
Villa Notsund är en historisk trävilla i Helsingfors i det finländska landskapet Nyland. Villan har stått tom i många år, men i början av 2024 meddelade Helsingfors stad att staden kommer att sälja villan. Villa Notsund uppfördes av bankdirektören Georg Estlander och hans hustru Elsa Estlander år 1914.

## Historia och arkitektur
Villa Notsund är belägen i Hallkullaudden på Notholmen i Helsingfors. Byggnaden har ritats av arkitekt Karl Hård af Segerstad, som även designade bland annat Berghälls bibliotek i Helsingfors.
Villa Notsund kännetecknas av klassiskt inspirerade pelare vid ingången, säteritak i tegel och en pergola med slingerväxter som vetter mot havet. En stor ek skuggar gårdsplanen. Hela villan är skyddad, liksom gården den står på och strandbastun. På taket syns två skorstenar. Villan har varit i Helsingfors stads ägo sedan 2013.
Under det finska inbördeskriget övernattade Georg Estlanders son, Henrik Estlander, i villan med en kamrat. Estlander var på väg mot Gröna bataljonen i Borgå, men blev tillfångatagen av de röda i villan och arkebuserades vid Gammelstadsfjärden.

## Ägarna
- Georg och Elsa Estlander, 1914-??
- Handelsmannen Packalén, ??
- Edgar Grönblom, 1935/1936-??
- Helsingfors stad, 2013-